# Cressonomyia meridionalis
Cressonomyia meridionalis är en tvåvingeart som först beskrevs av Cresson 1918.  Cressonomyia meridionalis ingår i släktet Cressonomyia och familjen vattenflugor. Inga underarter finns listade i Catalogue of Life.